# Comuna Codăești, Vaslui
Codăești este o comună în județul Vaslui, Moldova, România, formată din satele Codăești (reședința), Ghergheleu, Pribești și Rediu Galian. Se află în zona nordică a județului.

## Obiective turistice
- în satul Pribești există conacul „Rosetti - Balș", în prezent în curs de restaurare.
- în apropierea satului Codăești pe DN 24 există o rezervație naturală în punctul „Movila lui Burcel" unde este amplasat și un complex monahal fiind în stadiul de contrucție a unei mănăstiri.
- în satul Codăești există un compex monahal cu hramul „Ștefan cel Mare și Sfânt"

## Transport
- Pribești - 6 km
- Ghergheleu - 9 km
- Iași -49 km
- Vaslui - 33 km

## Demografie
Componența etnică a comunei Codăești
     Români (94,1%)
     Alte etnii (5,9%)
Componența confesională a comunei Codăești
     Ortodocși (93,79%)
     Alte religii (0,1%)
     Necunoscută (6,11%)
Conform recensământului efectuat în 2021, populația comunei Codăești se ridică la 3.912 locuitori, în scădere față de recensământul anterior din 2011, când fuseseră înregistrați 4.362 de locuitori. Majoritatea locuitorilor sunt români (94,1%). Din punct de vedere confesional, majoritatea locuitorilor sunt ortodocși (93,79%), iar pentru 6,11% nu se cunoaște apartenența confesională.

## Istorie
La sfârșitul secolului al XIX-lea, comuna făcea parte din plasa Mijlocul a județului Vaslui și era alcătuită din satele Codăești și Șerbotești, cu o populație de 1772 de locuitori. În comună funcționa două școli și două biserici.
Anuarul Socec din 1925 consemnează împărțirea satului Codăești în două sate diferite: Codăești-Târg și Codăești-Sat, iar satul Codăești-Târg era reședința comunei. Comuna este consemnată ca fiind reședința plășii cu același nume, Codăești, din același județ, având o populație de 2526 de locuitori (în satele Codăești-Sat, Codăești-Târg, Șerbătești, Rădiu și Burcel). În anul 1931, după regruparea comunelor rurale și urbane, comunei îi se alipesc și satele Rediu Galian și Pribești, precum și satul Verdișoaia. În același an, satele Codăești-Sat și Codăești-Târg se contopesc pentru a forma satul Codăești.
În 1950, județele au fost desființate, după venirea regiumului comunist la putere, iar comuna a fost înglobată în regiunea Bârlad, dar după șase ani mai târziu, regiunea se desființează, iar comuna a fost transferată regiunii Iași. În timp, satele Burcelu și Verdișoaia au fost desființate.
În anul 1968, se revine la împărțirea țării pe județe, iar comuna a fost transferată județului Vaslui, căpătând forma actuală.

## Politică și administrație
Comuna Codăești este administrată de un primar și un consiliu local compus din 13 consilieri. Primarul, Anișoara Lupu[*], de la Partidul Național Liberal, este în funcție din octombrie 2020. Începând cu alegerile locale din 2024, consiliul local are următoarea componență pe partide politice:
|  | Partid                          | Consilieri | Componența Consiliului | Componența Consiliului | Componența Consiliului | Componența Consiliului | Componența Consiliului | Componența Consiliului | Componența Consiliului |
|  | ------------------------------- | ---------- | ---------------------- | ---------------------- | ---------------------- | ---------------------- | ---------------------- | ---------------------- | ---------------------- |
|  | Partidul Național Liberal       | 7          |                        |                        |                        |                        |                        |                        |                        |
|  | Partidul Social Democrat        | 3          |                        |                        |                        |                        |                        |                        |                        |
|  | Alianța pentru Unirea Românilor | 2          |                        |                        |                        |                        |                        |                        |                        |
|  | Partidul Puterii Umaniste       | 1          |                        |                        |                        |                        |                        |                        |                        |

## Personalități
- Ana Pauker - activist comunist, fost ministru de externe.
- Radu Miron - matematician, membru titular al Academiei Române.